# 세속화 신학
세속화 신학(secular theology)은 다소 역설적이지만 세속화와 신학의 결합어로 형성되었는데 영국 성공회 감독 존 A. T. 로빈슨(John A. T. Robinson)에 의해서 제창된 자유주의 신학의 가지이다. 1960년대에 인정된 세속화 신학은 신정통주의, 디트리트 본회퍼와 하비 콕스 그리고 키에르케고르의 실존주의와 폴 틸리히에 의해서 영향을 받았다. 세속화 신학은 토마스 알타이저에 의한 사신신학, 폴 틸리히의 철학적 실존주의와 같은 현대 운동으로 이해된다.

## 같이 보기
- 알레고리 성경해석
- 기독교적 실존주의
- 사신신학
- 비신화화
- 교황 보니파시오 8세
- 세속적 인본주의
- 세속 종교
- 기독교 무신론